# Lijst van Belgische adelsverheffingen 1917
Personen die in 1917 in de Belgische adel werden opgenomen of een adellijke titel verkregen.

## Baron
- Jonkheer Arthur Verhaegen (Brussel, 31 augustus 1847 - Elsene, 11 september 1917), volksvertegenwoordiger, de titel baron, overdraagbaar bij eerstgeboorte, toegekend met een onmiddellijk uitvoerbaar Koninklijk Besluit op 5 september 1917 en bevestigd door de open brieven verleend aan zijn weduwe in 1919.